# ياسوشي إندو
ياسوشي إندو (باليابانية: 遠藤 康) (7 أبريل 1988 في سنداي في اليابان – )؛ هو لاعب كرة قدم ياباني سابق كان يلعب كلاعب وسط.

## وصلات خارجية
- ياسوشي إندو على موقع الاتحاد الدولي (مؤرشف)  (الإنجليزية)
- ياسوشي إندو على موقع رابطة كرة القدم اليابانية للمحترفين (اليابانية)
- ياسوشي إندو على موقع قاعدة بيانات كرة القدم.إي يو (الإنجليزية)
- ياسوشي إندو على موقع Soccerway.com (الإنجليزية)
- ياسوشي إندو على موقع عالم كرة القدم.نت (الإنجليزية)
- ياسوشي إندو على موقع كووورة
- ياسوشي إندو على موقع AS.com (الإسبانية)